# Platja del Salpatx
La platja del Salpatx és una platja del municipi de l'Escala (Alt Empordà) situada a la zona de les Planasses, que forma part de l'espai del Parc Natural del Montgrí, les Illes Medes i el Baix Ter. Té 170 metres de longitud i 10 metres d'amplada, formada de còdols. Està al peu dels penya-segats sobre els quals passa el camí de ronda GR-92. Rep el nom de l'illot que hi ha just al davant, que tenia forma de bota. La roca de Salpatx va perdre la seva fesomia en trencar-se per les envestides del mar el gener de 2020.